# Succession (Fernsehserie)
Succession ist eine US-amerikanische Drama-Fernsehserie des Senders HBO. Im deutschsprachigen Raum ist sie beim Sender Sky Atlantic zu sehen. Die Ausstrahlung der Serie begann im Juni 2018 und endete mit der vierten Staffel im Mai 2023.

## Inhalt
Succession (deutsch Erbfolge) dreht sich um die Familie des fiktiven US-amerikanischen Medien- und Unterhaltungsmoguls Logan Roy, die eines der größten Medien- und Unterhaltungskonglomerate der Welt kontrolliert. Die vier Kinder kämpfen um das Vertrauen ihres Vaters, doch der alternde Patriarch enttäuscht ihre Hoffnungen immer wieder, im Unternehmen Verantwortung übernehmen zu können. Mit den Medienmogulen Rupert Murdoch und Robert Maxwell als Vorbilder schuf der preisgekrönte Autor Jesse Armstrong so eine Serie, die wie eine moderne Fassung von Shakespeares Königsdrama König Lear anmutet.

## Besetzung und Synchronisation
Die deutschsprachige Synchronisation der Serie erfolgt bei FFS Film- & Fernseh-Synchron unter der Dialogregie von Jan Odle. Dialogbuch schreibt ebenfalls Odle zusammen mit Daniel Schlauch.
Hauptbesetzung
| Rolle                 | Schauspieler        | Synchronsprecher                                  | Hauptrolle (Folgen)                          | Nebenrolle (Folgen)                                          |
| --------------------- | ------------------- | ------------------------------------------------- | -------------------------------------------- | ------------------------------------------------------------ |
| Logan Roy             | Brian Cox           | Erich Ludwig (Staffel 1–3) Hans Bayer (Staffel 4) | 1.01–4.10                                    | –                                                            |
| Marcia „Marcy“ Roy    | Hiam Abbass         | Carin C. Tietze                                   | 1.01–2.10                                    | 3.02–3.03, 3.08–3.09, 4.04, 4.09                             |
| Kendall „Ken“ Roy     | Jeremy Strong       | Patrick Schröder                                  | 1.01–4.10                                    | –                                                            |
| Siobhan „Shiv“ Roy    | Sarah Snook         | Maren Rainer                                      | 1.01–4.10                                    | –                                                            |
| Roman „Rome“ Roy      | Kieran Culkin       | Daniel Schlauch                                   | 1.01–4.10                                    | –                                                            |
| Connor „Con“ Roy      | Alan Ruck           | Manfred Trilling                                  | 1.01–4.10                                    | –                                                            |
| Gregory „Greg“ Hirsch | Nicholas Braun      | Tim Schwarzmaier                                  | 1.01–4.10                                    | –                                                            |
| Tom Wambsgans         | Matthew Macfadyen   | Markus Pfeiffer                                   | 1.01–4.10                                    | –                                                            |
| Frank Vernon          | Peter Friedman      | Alexander Duda                                    | 1.01–4.10                                    | –                                                            |
| Rava Roy              | Natalie Gold        | Tatjana Pokorny                                   | 1.01–1.10                                    | 3.01, 3.07, 4.07–4.09                                        |
| Alessandro Daniels 1  | Parker Sawyers      | René Oltmanns                                     | 1.01                                         | –                                                            |
| Lawrence Yee          | Rob Yang            | Benedikt Gutjan                                   | 1.01–1.03, 1.06, 2.02, 2.06                  | –                                                            |
| Gerri Kellman         | J. Smith-Cameron    | Christina Hoeltel                                 | 2.01–4.10                                    | 1.02–1.10                                                    |
| Stewy Hosseini        | Arian Moayed        | Pascal Fligg                                      | 2.01–2.02, 2.06, 2.10, 4.02, 4.04, 4.09–4.10 | 1.03–1.04, 1.06–1.10, 3.02, 3.04–3.05, 3.08                  |
| Karolina Novotney     | Dagmara Domińczyk   | Claudia Lössl                                     | 2.01–4.10                                    | 1.02–1.04, 1.07, 1.09                                        |
| Willa Ferreyra        | Justine Lupe        | Anna Ewelina                                      | 3.01–4.10                                    | 1.02, 1.04–1.05, 1.07, 1.09–1.10, 2.01–2.04, 2.07–2.08, 2.10 |
| Karl Muller           | David Rasche        | Michael Schwarzmaier                              | 3.01–4.10                                    | 1.02–1.07, 1.09, 2.01, 2.03, 2.08–2.10                       |
| Hugo Baker            | Fisher Stevens      | Martin Halm                                       | 3.01–4.10                                    | 2.06–2.10                                                    |
| Lukas Matsson         | Alexander Skarsgård | Sascha Rotermund                                  | 4.01–4.10                                    | 3.07–3.09                                                    |

Nebenbesetzung
| Rolle              | Schauspieler       | Synchronsprecher   |
| ------------------ | ------------------ | ------------------ |
| Tabitha Hayes      | Caitlin FitzGerald | Regina Beckhaus    |
| Rhea Jarrell       | Holly Hunter       | Cornelia Meinhardt |
| Nan Pierce         | Cherry Jones       | Marianne Groß      |
| Kerry Castellabate | Zoë Winters        | Leoni Beckenbach   |

## Rezeption

### Kritik
Die Serie bekam bei der Premiere im Juni 2018 noch verhaltene Kritiken, sodass nicht feststand, ob sie nach der ersten Staffel weitergeführt würde. Inzwischen gehört die „epochale Milliardärssatire“ zu den höchstgelobten und meistausgezeichneten Serien der Fernsehgeschichte, als „härtester und komischster Familienstoff aller Zeiten“. Alan Sepinwall vom US-Magazin Rolling Stone führt sie in seinem Ranking der besten TV-Shows aller Zeiten auf Platz 11.
Der US-amerikanische Review-Aggregator Rotten Tomatoes sammelte für die erste Staffel 89 % positive Kritiken, für die zweite und die dritte jeweils 97 % und für die vierte 100 %. Metacritic fand bei der ersten Staffel „generell günstige Urteile“, für die folgenden Staffeln durchwegs „universelle Anerkennung“.
Auch im deutschsprachigen Raum begeisterte das „moderne Shakespearesche Königsdrama“ die Kritik mit packendem Spiel, messerscharfen Dialogen und aufwendigen Settings; die abschließende vierte Staffel verspreche „einmal noch das Beste vom Besten“. Lory Roebuck von der Neuen Zürcher Zeitung fragte 2020: „Wurde das goldene Zeitalter des Fernsehens etwas voreilig für zu Ende erklärt, oder bricht mit ‹Succession› gerade ein neues an?“ Diese Frage wurde inzwischen beantwortet: Wie die Financial Times erklärte, endeten 2022 die Jahre des billigen Geldes, in denen die Streaming-Dienste mit kostspieligen Produktionen um das Publikum kämpften. Succession könne deshalb den Abschluss der „Peak-TV-Ära“ bedeuten.

„Vor allem der Soundtrack von Nicholas Britell (Moonlight) und der spezielle Sinn für Humor des Serienmachers Jesse Armstrong stechen positiv hervor. Davon abgesehen hat die Serie aber nur wenig Innovatives oder außergewöhnlich Interessantes zu bieten, was in erster Linie der abgedroschenen Serienprämisse geschuldet ist. […] Wäre Succession ein Hauch weniger Familiendrama und dafür mehr politisch aktuelle Medienkritik, hätte die Serie vielleicht ein Argument zugunsten der eigenen Relevanz, die nach der Pilotepisode Celebration auf alle Fälle noch infrage steht.“

„Was ist Succession also? Vermutlich eine Mischung aus extrem moderner Comedy und klassisch-shakespearianischem Königsdrama rund um Medienkönig Logan Roy und dessen gegen ihn intrigierende Kinder. Angesiedelt in einer dystopisch erscheinenden, US-amerikanischen Mediendemokratie, die aber in ihrer ganzen kranken Absurdität natürlich schon längst der Realität entspricht. […] Succession ist die große zeitgenössische Serie der späten Zehner-Jahre, in denen einem das Lachen eigentlich schon lange vergangen ist.“

„Schöpfer und Regisseur Jesse Armstrong (“In the Loop”) zeigt in “Succession” eine faszinierende und zugleich unglaublich entrückte Welt, in der Familien sich gegenseitig zerfleischen; in der Geld und Macht menschliche Eigenschaften wie Empathie und Solidarität einfach ausschalten. In diesem Sinne ist die HBO-Produktion ebenso ein ironisch inszeniertes Familiendrama wie eine auf den Punkt gebrachte Gesellschaftskritik.“

### Auszeichnungen (Auswahl)
Succession erhielt ab der zweiten Staffel zahlreiche Auszeichnungen. Die Serie gewann bei 75 Nominierungen insgesamt 13 Emmys, so als Beste Dramaserie 2020 und 2022, für das Drehbuch von Jesse Armstrong, für die Regie von Andrij Parekh, für die Titelmusik von Nicholas Britell und für den Hauptdarsteller Jeremy Strong, der mit der komplexen Rolle des Sohnes Kendall Roy den Durchbruch schaffte. 2022 erhielten gleich drei Nebendarsteller Emmy-Nominierungen, die Auszeichnung ging an Matthew Macfadyen. Der schottische Theaterschauspieler Brian Cox, der den Patriarchen Logan Roy verkörpert, unterlag zwar bei den Emmys als Nominierter zweimal, gewann aber 2020 den Golden Globe als bester Drama-Schauspieler.
Golden-Globe-Verleihung 2020:
- Beste Serie – Drama
- Bester Serien-Hauptdarsteller – Drama (Brian Cox)

Emmy Awards 2020:
- Beste Dramaserie
- Bester Hauptdarsteller – Dramaserie (Jeremy Strong)

Golden-Globe-Verleihung 2022:
- Beste Serie – Drama
- Bester Serien-Hauptdarsteller – Drama (Jeremy Strong)
- Beste Nebendarstellerin – Serie, Miniserie oder Fernsehfilm (Sarah Snook)

Emmy Awards 2022:
- Beste Dramaserie
- Bester Nebendarsteller – Dramaserie (Matthew Macfadyen)

Golden-Globe-Verleihung 2024:
- Beste Serie – Drama
- Bester Serien-Hauptdarsteller – Drama (Kieran Culkin)
- Beste Serien-Hauptdarstellerin – Drama (Sarah Snook)
- Bester Nebendarsteller – Serie, Miniserie oder Fernsehfilm (Matthew Macfadyen)